# Nassella laevissima
Nassella laevissima är en gräsart som först beskrevs av Rodolfo Amando Philippi, och fick sitt nu gällande namn av M.E.Barkworth. Nassella laevissima ingår i släktet nassellor, och familjen gräs. Inga underarter finns listade i Catalogue of Life.

## Bildgalleri

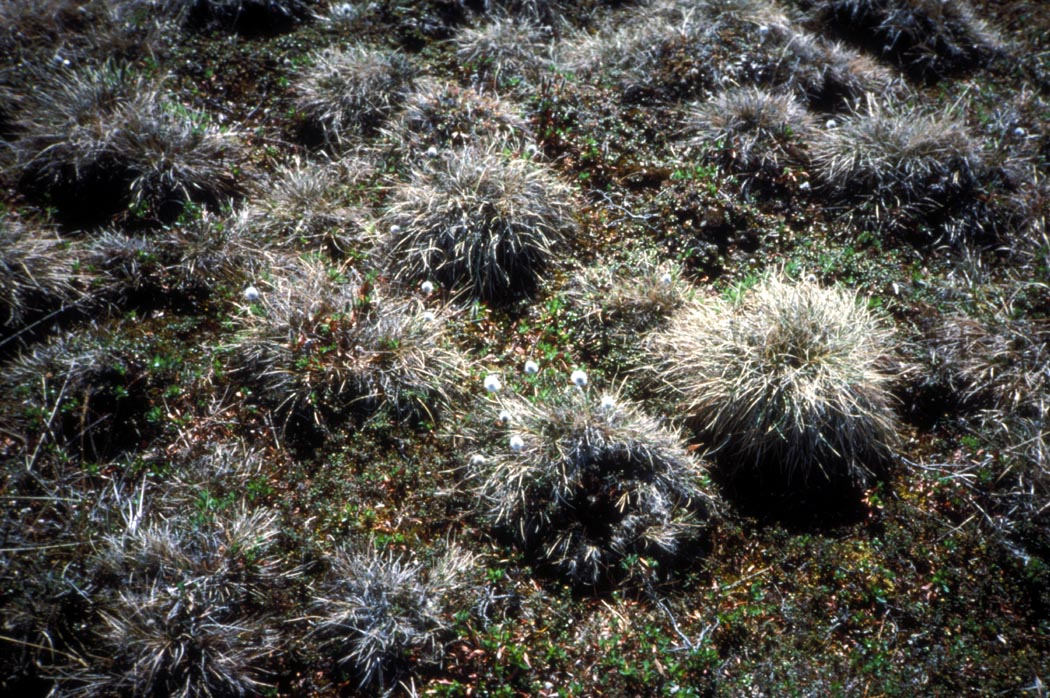
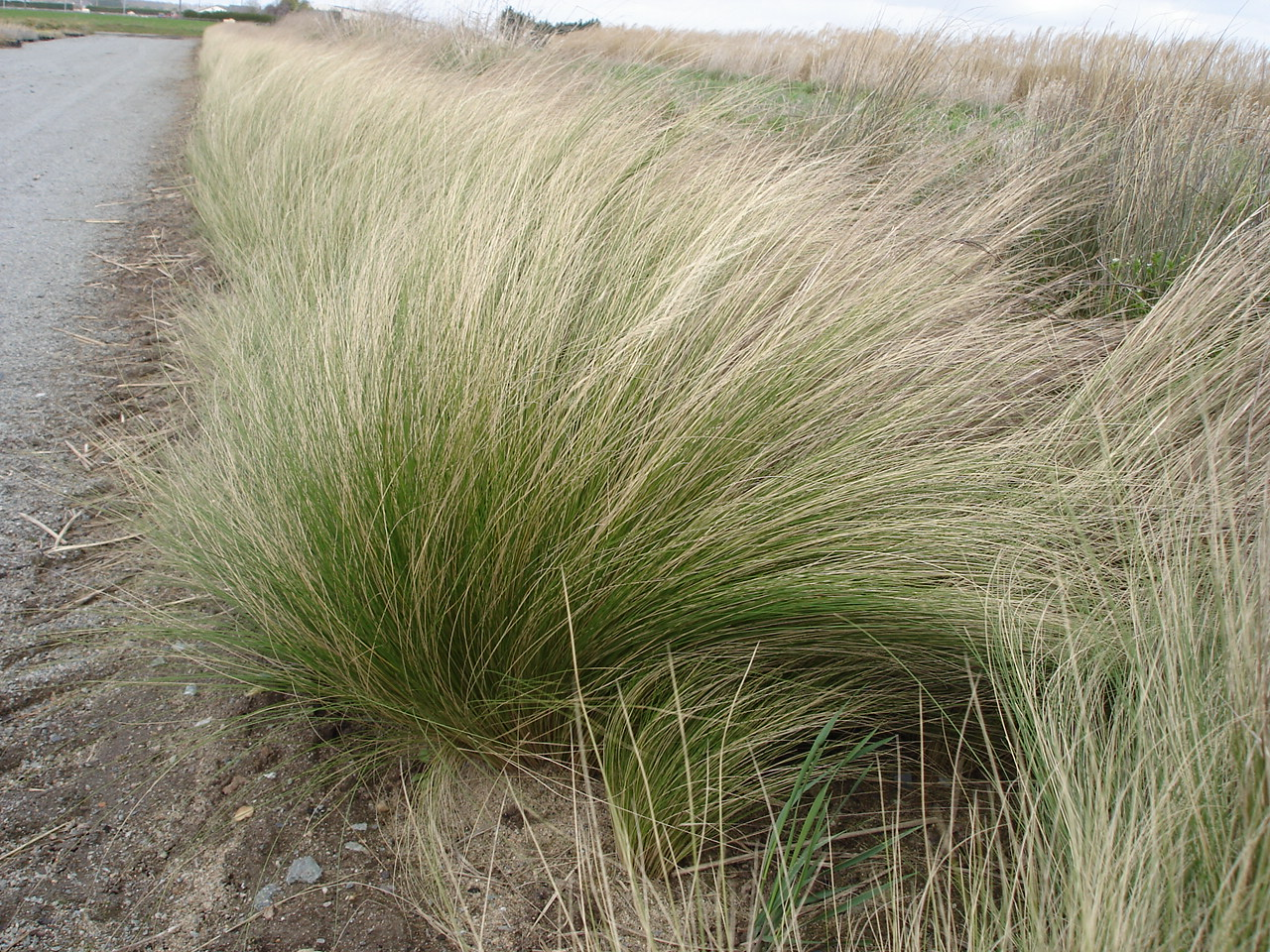
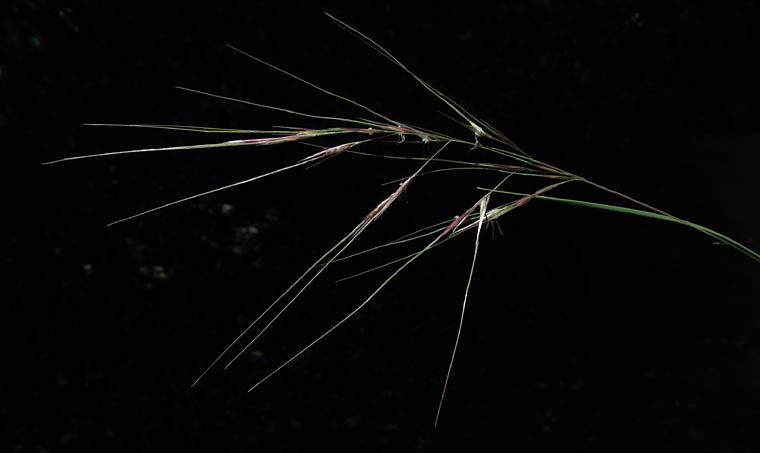